# شارع كيفيسياس
شارع كيفيسياس (باليونانية: Λεωφόρος Κηφισίας) هي واحدة من أطول الطرق في منطقة أثينا الكبرى، اليونان.

## وصف
يبلغ طوله الإجمالي حوالي 20 كم، ويبدأ من 4 كم شمال شرق وسط مدينة أثينا وينتهي بالحدود البلدية لنيا إريثرايا شمال كيفيسيا. عدد المسارات ثلاثة حتى كيفيسيا، ثم اثنان عبر كيفيسيا، قبل أن يتحول إلى مسار واحد (لكل اتجاه) لبقية طوله. يبدأ الطريق عند تقاطع شارع ألكسندراس وميسوجيون أفنيوز، ثم يتقاطع مع شارع كاتيشاكي وثلاثة طرق مؤدية إلى نيو بسيخيكو وفيلوثي بالإضافة إلى استاد أثينا الأولمبي. كما أن لديها تقاطع دائري مع أتيكي أودوس والتقاطعات الأخرى مع الطرق المؤدية إلى فريليسيا وماروسي وشارع تاتويو. يمر الشارع بالقرب من حديقة غابات في ماروسي تسمى أنافريتا. يحتوي على طريق مشجر على ممر للحافلات على جزء كبير على طوله، بالقرب من بدايته.
جنبا إلى جنب مع شارع كاليرويس وشارع أندريا سيجرو وشارع فاسيليوس كونستانتينو وشارع فاسيليسيس سوفياس، فإنه يشكل ممرًا من الشمال إلى الجنوب لمنطقة أثينا الكبرى. إنه شارع تجاري كبير وهناك طلب كبير على مساحات المكاتب مع وجود العديد من الشركات اليونانية الرئيسية الموجودة هناك. على طول شارع كيفيسياس، وبشكل أكثر تحديدًا في منطقة بسيتشيكو، توجد العديد من السفارات والقنصليات بما في ذلك ألبانيا والكاميرون والكويت ونيوزيلندا وجنوب إفريقيا وكوريا الجنوبية وأوكرانيا وفلسطين ومقدونيا الشمالية والمملكة العربية السعودية وسنغافورة وتايلاند وتونس.

## أماكن
- وسط أثينا
- بسيخيكو
- نيو بسيسيكو
- فيلوثي
- ماروسي
- كيفيسيا